# Wilhelm Schröder (Jurist)
Wilhelm Schröder (* 19. November 1841; † 29. November 1896 in Berlin) war ein deutscher Jurist.

## Leben
Zur Herkunft und Ausbildung von Wilhelm Schröder liegen keine Hinweise vor.
Er trat 1865 in den preußischen Justizdienst ein und wurde 1870 Gerichtsassessor; im folgenden Jahr erhielt er eine Anstellung als Kommerz- und Admiralitätsrichter in Danzig und blieb dort auch nach der Justizreorganisation von 1879 als Landrichter. 1881 erfolgte seine Ernennung zum Landgerichtsrat.
1883 wurde er Oberlandesgerichtsrat in Stettin und 1885 Kammergerichtsrat in Berlin.
Er wurde 1892 zum Geheimen Justizrat ernannt und in das Justizministerium berufen, in dem er 1895 zum Vortragenden Rat und Geheimen Oberjustizrat im preußischen Justizministerium aufrückte. 
Nebenamtlich war er für einen längeren Zeitraum Mitglied der Justiz-Prüfungskommission für das Staatsexamen der preußischen Juristen (siehe Juristenausbildung in Deutschland#Zweistufige Ausbildung in Preußen seit 1869).